# Копальхен

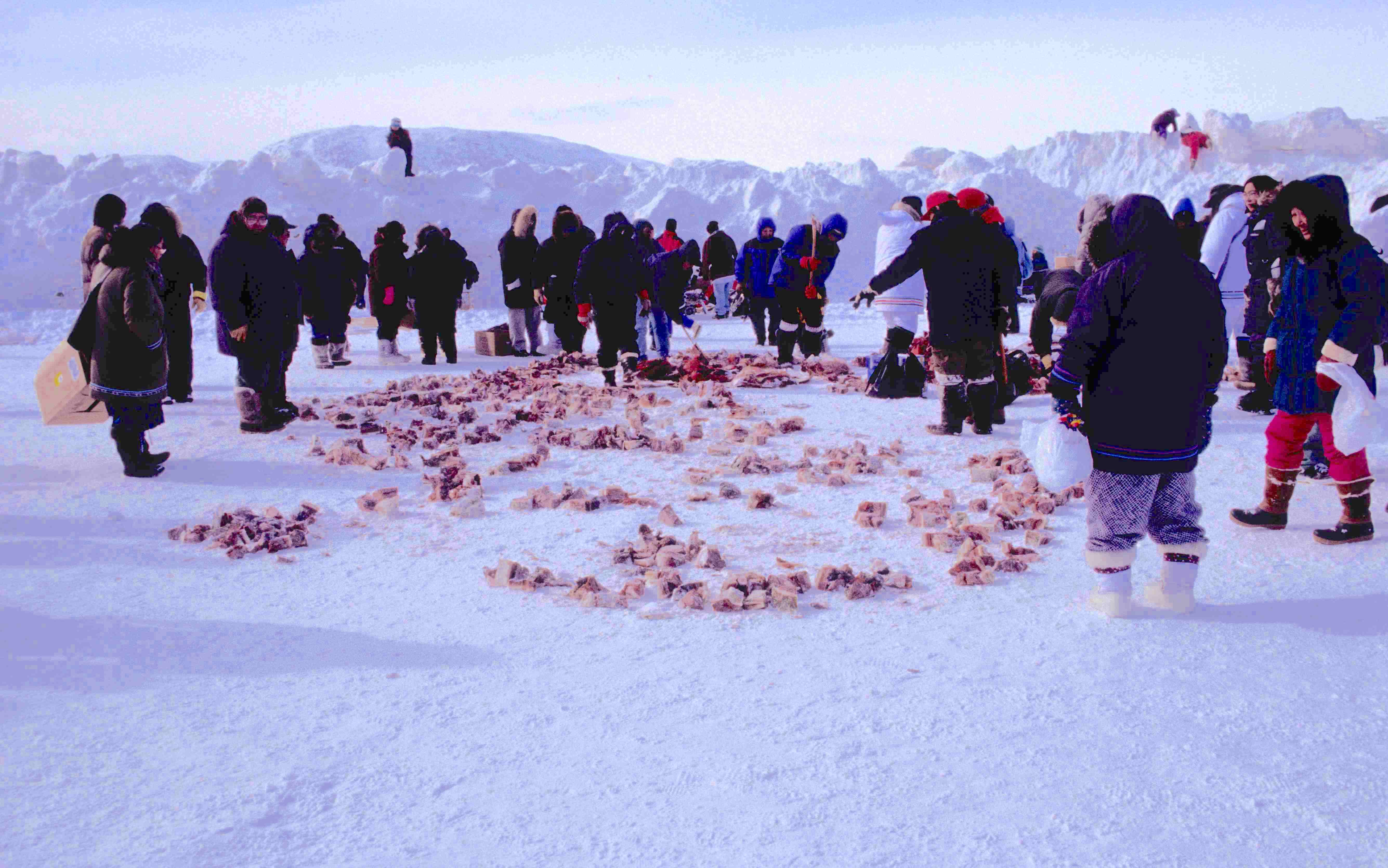
Распределение по порциям замороженного мяса моржа среди инуитов

Копальхен (копальхем, копальхын, копальха, капальхес, чук. копальгын) — деликатесное мясное блюдо нганасан, чукчей, энцев, и эскимосов.
Изготавливается из свежего мяса ферментированием (автолизом) под прессом. Обладает отталкивающим запахом. Из-за образования в процессе приготовления трупного яда может быть смертельно опасным для непривычных к такой еде.

## Способ приготовления
Копальхен готовят из моржа, тюленя, оленя (ненецкий, чукотский, эвенкийский вариант), утки (гренландский вариант), кита (эскимосский вариант).
Для приготовления оленьего копальхена используется крупный, жирный и здоровый олень. Несколько дней его не кормят, чтобы очистить кишечник, затем душат, не повреждая шкуры. После этого туша погружается в болото и присыпается торфом, закладывается ветками и камнями и оставляется на несколько месяцев. По истечении срока туша извлекается и употребляется в пищу.
Более распространённый вариант изготовляется из моржа или тюленя: животное умерщвляют, охлаждают в воде, помещают в шкуру, откуда затем выпускают воздух, и зарывают под прессом из гравия на линии прибоя. Через несколько месяцев туша извлекается и употребляется в пищу. Обычно охота на моржа ведётся летом, а готовый копальхен выкапывают в декабре.
Мороженый копальхен режется тонкими ломтиками.

## Опасность для неподготовленного человека
При употреблении копальхена любой человек, если только он не питается им с детства, может получить сильнейшее отравление, которое при отсутствии своевременной медицинской помощи может закончиться летальным исходом (этот продукт действительно представляет опасность вследствие отравления ботулином). Гнилое мясо в довольно большом количестве содержит трупный яд — кадаверин, путресцин и нейрин.
Эти вещества, образующиеся при разложении, ответственны за неприятный запах продукта, а также токсичны, в особенности нейрин. Действие нейрина на организм сравнимо с действием мускарина и фосфорорганических веществ, то есть появляются обильное слюнотечение, бронхорея, рвота, понос, судороги и в большинстве [сколько?] случаев наступает смерть от сильного отравления.